# Julianna Margulies
Julianna Margulies (em hebraico: ג'וליאנה מרגוליס; nascida em Spring Valley, Nova Iorque, em 8 de junho de 1966) é uma atriz norte-americana.
Já recebeu seis indicações ao Globo de Ouro tendo vencido em 17 de janeiro de 2010 na categoria "Melhor atriz em série dramática", pelo seu papel na série The Good Wife. O seu papel mais conhecido é o da enfermeira Carol Hathaway, da série médica ER. Voltou aos holofotes ao interpretar a advogada Alicia Florrick, na série The Good Wife.
É casada com Keith Lieberthal.

## Biografia
Julianna é a caçula de três filhas, ela nasceu em Spring Valley, Nova York, Sua mãe, Francesca, era bailarina e seu pai, Paul Margulies, foi escritor, filósofo e uma famoso publicitário. Seus pais eram judeus, descendente de imigrantes da Áustria, Hungria e Romênia, e a família Margulies viveu em Israel por algum período de tempo antes do nascimento de Julianna, quando voltaram para o Upper West Side, em Nova York.
Julianna se formou em Green Meadow Waldorf School e se formou no ensino médio no famoso colégio High Mowing School, ela também se formou em Artes Cênicas na Faculdade Sarah Lawrence.

### Carreira
Fez sua estreia no cinema como uma prostituta no filme "Fúria Mortal" ao lado do ator Steven Seagal. Em 1994, foi escalada para o episódio piloto do drama médico da NBC, "ER" fazendo a personagem Carol Hathaway, uma enfermeira chefe do hospital County General Hospital. Na primeira temporada, fez par romântico com George Clooney. Sua personagem foi originalmente destinada a morrer no segundo episódio da primeira temporada. No entanto, os produtores mudaram a trama e ela permaneceu no show por seis temporadas até 2000. Ela ganhou um prêmio Emmy de "Melhor Atriz Coadjuvante em Drama de Televisão", em 1994, e foi nomeada para este prêmio seis vezes consecutivas. Foi o único membro do elenco regular a ganhar um prêmio Emmy.
Após sua saída de "ER", trabalhou no teatro e no cinema. No palco, apareceu na peça "Intrigue Com Faye" de Kate Robin, "Ten Unknowns" de Jon Robin Baitz e "Os Monólogos da Vagina" de Eve Ensler. No cinema, fez os filmes "Evelyn" com Pierce Brosnan e o filme de terror "Ghost Ship". Em 2001, fez a minissérie da TNT "As Brumas de Avalon" ao lado da atriz Anjelica Huston. Ainda participou de dois episódios da série "Scrubs" aparecendo na quarta temporada.
Ainda atuou em outra minissérie da TNT, "The Grid", em 2004. Em abril de 2006, apareceu em quarto episódios da sexta temporada de "The Sopranos". Em agosto de 2006, apareceu no filme "Snakes on a Plane" como a aeromoça Claire Miller. Em dezembro de 2006, interpretou Jennifer Bloom na série do canal Sci Fi Channel "The Lost Room".
Em uma entrevista para a revista "TV Guide", disse que estava perto de aceitar uma oferta para voltar a série "ER" para uma participação de quatro episódios com Noah Wyle que seria filmada no Havaí durante a temporada 2005–2006. No entanto, ela desistiu no último minuto. Foi novamente convidado para retornar para "ER" durante a temporada final, mas a atriz inicialmente recusou a oferta, dizendo que se sentia desconfortável em fazer Carol Hathaway, pois sentia que havia deixando a personagem no lugar perfeito e que não podia imaginar uma partida perfeita. Mais tarde, contudo, retornou a série para o episódio 19 da 15ª temporada, onde se reuniu com uma parte do elenco original da serie: George Clooney e Eriq La Salle.
Ainda participou da série da Fox "Canterbury's Law" que teve apenas uma temporada e foi cancelada devido a baixa audiência e a greve dos roteiristas de 2008.
Em 2009, estrelou a série da CBS "The Good Wife" onde interpreta Alicia Florrick, uma advogada que tenta retornar a profissão depois que seu marido, Peter Florrick (interpretado por Chris Noth), é envolvido em um escândalo sexual e corrupção. A partir da terceira temporada, foi creditada como produtora da série. Por esse papel, recebeu dois Emmys (2011 e 2014), um Globo de Ouro de melhor atriz de série dramática (2009) e dois SAG (2009 e 2010).

## Vida Pessoal
Julianna namorou com o ator Ron Eldard e os dois ficaram juntos por 12 anos e separam-se em 2003. Atualmente, ela é casada com Keith Lieberthal e ela tem um filho que se chama Kieran

## Filmografia

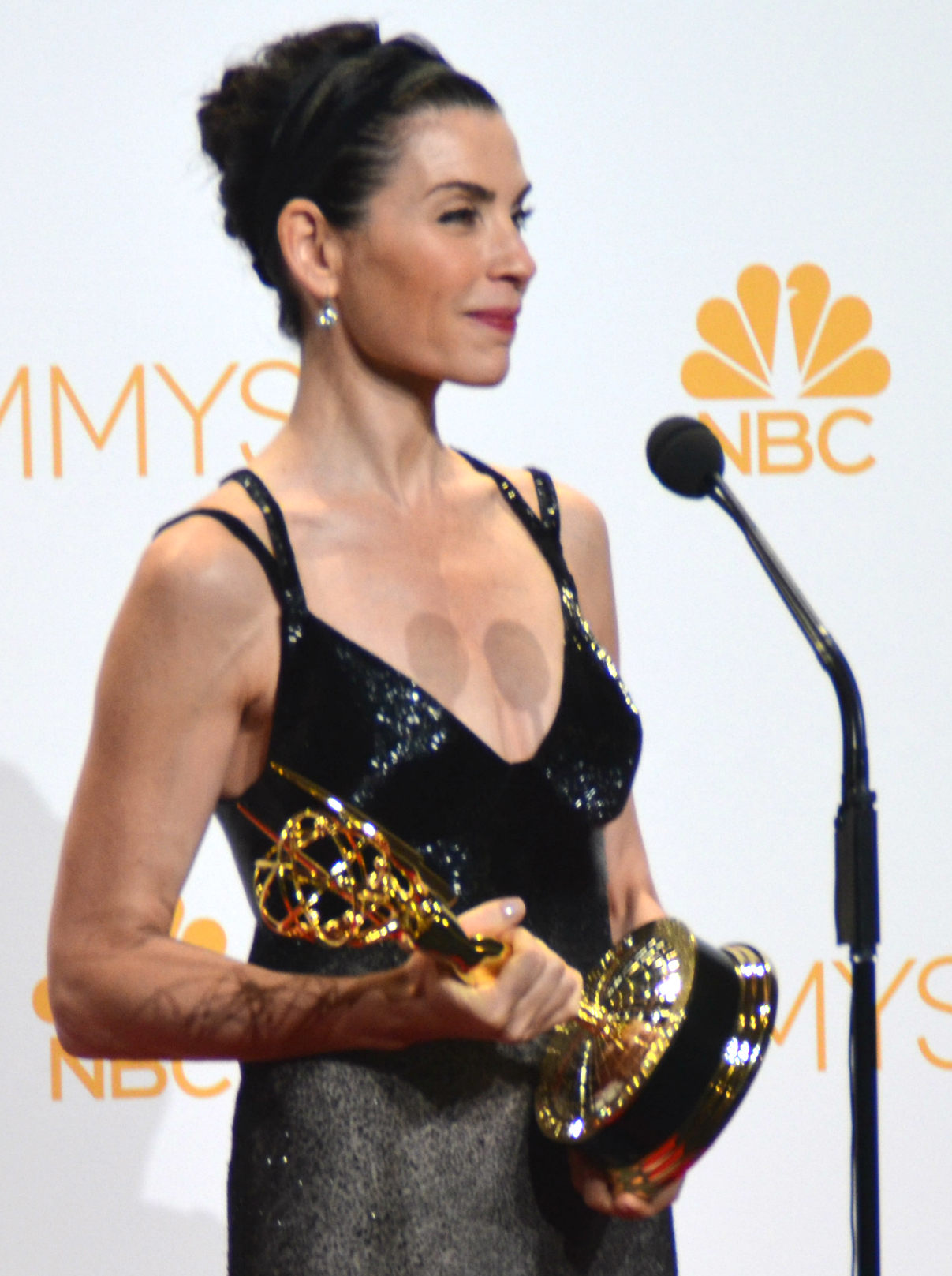
Margulies no 66º Emmy Awards com seu prêmio de Melhor Atriz em Série Dramática.

### Filme
| Ano  | Titulo                      | Personagem         | Nota |
| ---- | --------------------------- | ------------------ | ---- |
| 1991 | Fúria Mortal                | Rica               |      |
| 1997 | Traveller                   | Jean               |      |
| 1997 | Um Canto de Esperança       | Topsy Merritt      |      |
| 1998 | The Newton Boys             | Louise Brown       |      |
| 1998 | Um Preço Acima dos Rubis]]  | Rachel             |      |
| 2000 | O Que Tem Para o Jantar     | Carla              |      |
| 2000 | Dinosaur                    | Neera              | Voz  |
| 2001 | As Brumas de Avalon         | Morgana            |      |
| 2002 | The Man from Elysian Fields | Dena               |      |
| 2002 | Evelyn                      | Bernadette Beattie |      |
| 2002 | Ghost Ship                  | Maureen Epps       |      |
| 2006 | The Darwin Awards           | Carla              |      |
| 2006 | The Armenian Genocide       | Narrator           |      |
| 2006 | Serpentes a Bordo           | Claire Miller      |      |
| 2006 | Beautiful Ohio              | Mrs. Cubano        |      |
| 2009 | City Island                 | Joyce Rizzo        |      |
| 2011 | No Job for a Woman          | Narrator           |      |
| 2013 | Stand Up Guys               | Nina Hirsch        |      |
| 2016 | The Last Gold               | Narradora          |      |
| 2017 | The Upside                  | Lily Foley         |      |
| 2017 | Three Christs               | Ruth               |      |

### Televisão
| Ano             | Titulo                         | Personagem           | Nota                                           |
| --------------- | ------------------------------ | -------------------- | ---------------------------------------------- |
| 1993            | Murder, She Wrote              | Rachel Novaro        | Episódio: "Murder at Discount"                 |
| 1993            | Law & Order                    | Lt. Ruth Mendoza     | Episódio: "Conduct Unbecoming"                 |
| 1994            | Homicide: Life on the Street   | Linda                | 2 episódios                                    |
| 1994-2000, 2009 | ER                             | Nurse Carol Hathaway | 132 episódios                                  |
| 1995            | The Larry Sanders Show         | Ela mesma            | Episódio: "Larry's on Vacation"                |
| 1998            | Ellen                          | Ellen Screen Test #5 | Episódio: "Ellen: A Hollywood Tribute: Part 1" |
| 2001            | The Mists of Avalon            | Morgaine             |                                                |
| 2003            | Hitler: The Rise of Evil       | Helene Hanfstaengl   |                                                |
| 2004            | Scrubs                         | Neena Broderick      | 2 episódios                                    |
| 2004            | The Grid                       | Maren Jackson        | 6 episódios                                    |
| 2006            | The Lost Room                  | Jennifer Bloom       | 3 episódios                                    |
| 2006-2007       | The Sopranos                   | Julianna Skiff       | 4 episódios                                    |
| 2008            | Canterbury's Law               | Elizabeth Canterbury | 6 episódios                                    |
| 2009-2016       | The Good Wife                  | Alicia Florrick      | Papel Principal                                |
| 2010            | Sesame Street                  | Dra. Berger          | Episódio: "Big Bird Sprains His Wing"          |
| 2014            | Makers: Women Who Make America | Narradora            | Episódio: "Women in Business"                  |
| 2017            | Nightcap                       | Ela mesma            | Episódio: "Out of the Box"                     |
| 2018            | Dietland                       | Kitty Montgomery     | Papel principal                                |
| 2019            | The Hot Zone                   | Dra. Nancy Jaax      | Papel principal; 6 episódios                   |
| 2020            | Billions                       | Catherine Brant      | 3 episódios                                    |
| 2021            | The Morning Show               | Laura Peterson       | Elenco principal (segunda temporada)           |